# Brunellia brunnea
Brunellia brunnea är en tvåhjärtbladig växtart som beskrevs av Macbride. Brunellia brunnea ingår i släktet Brunellia och familjen Brunelliaceae. Inga underarter finns listade i Catalogue of Life.